# آنتونیوس کلیولند
آنتونیوس کلیولند (انگلیسی: Antonius Cleveland؛ زادهٔ ۲ فوریهٔ ۱۹۹۴) بازیکن بسکتبال اهل ایالات متحده آمریکا است.
از باشگاه‌هایی که در آن بازی کرده‌است می‌توان به آتلانتا هاوکس و دالاس ماوریکس اشاره کرد.